# Lalieudorhynchus
Lalieudorhynchus — це вимерлий рід казеїдових синапсидів, які жили під час гвадалупського періоду (= середини пермського періоду) південної Франції. Рід відомий лише за своїм типовим видом, Lalieudorhynchus gandi, який був названий у 2022 році Ральфом Вернебургом, Фредеріком Шпіндлером, Джоселін Фальконне, Жаном-Себастьєном Штаєром, Монікою Віаней-Ліо та Йоргом В. Шнайдером. Lalieudorhynchus представлений частковим посткраніальним скелетом, виявленим у басейні Лодев у центральній частині департаменту Еро в регіоні Окситанія. Він належить особині довжиною приблизно 3.75 м. Ступінь окостеніння його кісток, однак, вказує на те, що це був пізній ювеніль або ще зростаючий молодий дорослий організм. Виходячи з внутрішньої будови його кісток, Lalieudorhynchus інтерпретується як напівводна тварина, яка, можливо, вела спосіб життя, подібний до бегемота, проводячи частину свого часу у воді, але повертаючись на землю для їжі. Це геологічно один із наймолодших відомих представників казеїд. Філогенетичний аналіз, запропонований Вернебургом та його колегами, ідентифікував Lalieudorhynchus як похідний казеїд, тісно пов’язаний з північноамериканським видом «Cotylorhynchus» hancocki.